# Mary Moraa
Mary Moraa, née le 15 juin 2000, est une athlète kényane, spécialiste du 400 m et du 800 m, championne du monde sur cette dernière distance en 2023 à Budapest.

## Biographie
Mary Moraa est la cousine de l'athlète Sarah Moraa,.
Mary Moraa termine 2e de l'épreuve du 400 m lors des championnats du monde jeunesse 2017. En 2019, elle devient championne d'Afrique junior du 800 m et se classe 4e des Jeux africains. Elle concourt aux Mondiaux de Doha, où elle est éliminée en demi-finales du 400 m et ne franchit pas le cap des séries du relais 4 × 400 mètres mixte.
Elle participe au 800 m des Jeux olympiques de 2020 où elle est éliminée en demi-finale

### Médaille de bronze planétaire à Eugene (2022)
Sur 400 m, Mary Moraa bat deux fois le record national, pour le porter à 50 s 67 au Mémorial Van Damme de Bruxelles.
Aux championnats du monde 2022 à Eugene, la Kényane décroche la médaille de bronze du 800 m, derrière l'Américaine Athing Mu et la Britannique Keely Hodgkinson, en établissant un nouveau record personnel en 1 min 56 s 71. Elle s'impose ensuite aux Jeux du Commonwealth de Birmingham en 1 min 57 s 07, en devançant notamment les deux favorites britannique, l'Anglaise Keely Hodgkinson et l'Écossaise Laura Muir. En fin de saison, elle remporte la finale de la Ligue de diamant à Bruxelles, en 1 min 57 s 63.

### Championne du monde à Budapest (2023)
Elle s'impose à plusieurs lors de la Ligue de diamant 2023, à Rabat, Lausanne et Chorzów. Le 7 juillet 2023 à Nairobi, elle porte son record personnel sur 400 m à 50 s 38. À Budapest en août 2023, Moraa confirme son état de forme en s'adjugeant le titre mondial sur 800 m, devant les deux favorites Athing Mu, la tenante du titre, et Keely Hodgkinson. Elle améliore par la même occasion son record personnel avec le temps de 1 min 56 s 03.

### Jeux africains et jeux olympiques de Paris (2024)
En mars 2024, Mary Moraa s'adjuge le titre du 400 m des Jeux africains à Accra avec un temps de 50 s 57. Elle se classe par ailleurs 3e du relais 4 × 400 m mixte aux côtés de ses coéquipières kényanes.
Elle décroche la médaille de bronze aux Jeux olympiques de Paris, battue par Keely Hodgkinson et l'Éthiopienne Tsige Duguma.

## Palmarès

### international
| Date | Compétition                    | Lieu             | Résultat | Épreuve         | Temps         |
| ---- | ------------------------------ | ---------------- | -------- | --------------- | ------------- |
| 2019 | Championnats d'Afrique juniors | Abidjan          | 1re      | 400 m           | 53 s 57       |
| 2019 | Jeux africains                 | Rabat            | 4e       | 400 m           | 51 s 97       |
| 2022 | Championnats du monde          | Eugene           | 3e       | 800 m           | 1 min 56 s 71 |
| 2022 | Jeux du Commonwealth           | Birmingham       | 1re      | 800 m           | 1 min 57 s 07 |
| 2022 | Ligue de diamant               | Ligue de diamant | 1re      | 800 m           | 1 min 57 s 63 |
| 2023 | Championnats du monde          | Budapest         | 1re      | 800 m           | 1 min 56 s 03 |
| 2024 | Jeux africains                 | Accra            | 1re      | 400 m           | 50 s 57       |
| 2024 | Jeux africains                 | Accra            | 3e       | 4 × 400 m mixte | 3 min 18 s 03 |
| 2024 | Jeux olympiques                | Paris            | 3e       | 800 m           | 1 min 57 s 42 |

### National
- Championnats du Kenya d'athlétisme :
  - Titrée sur 400 m en 2019
  - Titrée sur 800 m en 2023

## Records
| Épreuve      | Temps         | Lieu         | Date            |              |
| En plein air | En plein air  | En plein air | En plein air    | En plein air |
| ------------ | ------------- | ------------ | --------------- | ------------ |
| 400 m        | 50 s 38 (NR)  | Nairobi      | 7 juillet 2023  |              |
| 800 m        | 1 min 56 s 03 | Budapest     | 27 août 2023    |              |
| En salle     |               |              |                 |              |
| 800 m        | 2 min 0 s 61  | Liévin       | 15 février 2023 |              |